# فرودگاه جانداکوت
فرودگاه جانداکوت (به انگلیسی: Jandakot Airport) یک فرودگاه همگانی با کد یاتا JAD است که یک باند فرود آسفالت دارد و طول باند آن ۱۱۵۰ متر است. این فرودگاه در شهر پرت (استرالیا) کشور استرالیا قرار دارد و در ارتفاع ۳۰ متری از سطح دریا واقع شده‌است.